# Aduatuker
Die Aduatuker oder Atuatuker (lateinisch Aduatici,  altgriechisch Ἀτουατικοί Atouatikoi) waren ein cisrhenanischer (linksrheinischer) germanischer Volksstamm in der Gegend des heutigen Tongern (Belgien), zwischen Schelde und Maas. Erwähnt werden sie in Julius Cäsars Schrift De Bello Gallico (Über den Gallischen Krieg). Cäsar nennt sie als einen der belgischen Stämme, die sich im Jahr 57 v. Chr. gegen Rom verschworen hatten. Letztendlich unterlagen die Aduatuker den Römern unter Cäsar. Unklar ist, welchen Bezug der antike Name von Tongern, Aduatuca Tungrorum, zu den Aduatukern hat.

## Hintergrund
Nach De Bello Gallico gehörten die Aduatuker mit 19.000 Bewaffneten zum Aufgebot der belgischen Stämme, die sich im Jahr 57 v. Chr. unter dem Suessionen-König Galba gegen Rom verschworen hatten. Die aduatukischen Kontingente verspäteten sich jedoch und kamen zu spät zur sogenannten Nervierschlacht. Auf die Nachricht von der Niederlage der Belger machten sie auf halbem Weg kehrt und zogen in ihr Gebiet zurück. Dort verließen sie ihre Städte und befestigten Plätze und zogen sich mit ihrem gesamten Besitz in eine einzige, durch ihre natürliche Lage geschützte Stadt zurück.
In diesem Zusammenhang bezeichnet Caesar die Aduatuker als „Nachkommen der Kimbern und Teutonen“. Danach seien die Aduatuker Nachfahren der 6.000 Mann Schutzwache, die bei den Plünderungszügen der Kimbern und Teutonen in Italien 113/105 v. Chr. zur Bewachung ihres Hab und Gutes zurückgelassen worden waren; nach zahlreichen, viele Jahre andauernden Auseinandersetzungen mit den Nachbarstämmen hätten sie nach einem Friedensschluss das Gebiet um die befestigte Stadt am Mont Falhize zum Wohnsitz gewählt.
Caesar schloss die Aduatuker-Stadt mit einem Ringwall von 15.000 Fuß Länge ein und ließ einen beweglichen Belagerungsturm anfertigen, worauf die Aduatuker sich ohne größeren Widerstand unterwarfen. Sie baten jedoch, ihre Waffen behalten zu dürfen, da sie mit fast allen Nachbarstämmen wegen ihrer Tapferkeit verfeindet seien. So zählten die Eburonen zu den tributpflichtigen Klienten der Aduatuker.
In der Nacht nach der Unterwerfung machten die eingeschlossenen Aduatuker einen Ausfall, wurden aber nach einem Verlust von 4.000 Mann in die Stadt zurückgetrieben. Am nächsten Morgen wurden die Tore erbrochen, aber es wurde kein Widerstand mehr geleistet. Caesar berichtet, dass die Aufkäufer der Gesamtbeute eine Kopfzahl von 53.000 Unterworfenen abrechneten, was nahelegt, dass diese geschlossen versklavt wurden.
Das bedeutete aber nicht das Ende des Stammes. Im folgenden Jahr erwähnt Caesar, dass der eburonische König Ambiorix sich unmittelbar nach seinem Sieg von Atuatuca im November 54 v. Chr. zu den Aduatukern begeben habe, die er durch die Erzählung von seinem Sieg aufhetzte. Die Aduatuker unternahmen kurz darauf zusammen mit den Eburonen, den Nerviern und weiteren Bundesgenossen einen massiven Angriff mit etwa 60.000 Bewaffneten auf das von Quintus Tullius Cicero befehligte Winterlager, der nach schwerer Belagerung erst durch Caesars Ankunft abgewiesen werden konnte.
Anfang des Jahres 53 v. Chr. waren neben den Aduatukern, den Eburonen und den Nerviern auch noch die Treverer unter ihrem König Indutiomarus, die Menapier und alle cisrhenanischen Germanen in das Kriegsbündnis gegen Caesar eingetreten. Durch den Tod des treverischen Königs und die Flucht des eburonischen Königs brach der ostgallische Widerstand jedoch vollständig zusammen. Das Schicksal der Aduatuker fand keine weitere Erwähnung. Die Restbevölkerung ging vermutlich im germanischen Stamm der Tungerer auf, der vom Niederrhein kam und das ehemalige Stammesgebiet der Aduatuker einnahm. Ob der Name der 15 v. Chr. als Aduatuca Tungrorum gegründeten Tongern im Zusammenhang mit den Aduatukern steht, ist umstritten.

## Quelle
Gaius Iulius Caesar: De bello Gallico. II, V, VI
1. ↑  De bello Gallico II, 4
2. ↑  cunctis oppidis castellisque, De bello Gallico II, 29ff.
3. ↑  wahrscheinlich der Mont Falhize am linken Maasufer gegenüber Huy (RGA 2. Aufl., Bd. 4, 315)
4. ↑  De bello Gallico, II, 29: consensu eorum omnium pace facta hunc sibi domicilio locum delegerant
5. ↑  De bello Gallico II, 30
6. ↑  De bello Gallico II, 31
7. ↑  De bello Gallico V, 27
8. ↑  De bello Gallico V, 38
9. ↑  Caesars Zahlenangaben sind möglicherweise übertrieben
10. ↑  De bello Gallico VI, 2